# Haçıalmuradlı
Haçıalmuradlı è un comune dell'Azerbaigian situato nel distretto di İmişli.